# Пассат (малый ракетный корабль)
«Пассат» — малый ракетный корабль проекта 1234.1, входит в состав Балтийского флота России.

## История строительства
Малый ракетный корабль «Пассат» был зачислен в списки кораблей ВМФ 14 марта 1990 года и 25 мая 1988 года заложен на стапеле Ленинградского Приморского ССЗ (заводской № С-82). Спущен на воду 13 июня 1990 года, 14 марта 1991 года принят флотом.

## История службы
В 2006 году совершил визит в Германию. 
В июле 2007 года посетил с визитом порт Флиссинген (Нидерланды), приняв участие в торжественных мероприятиях по случаю 400-летия голландского адмирала Михаэля де Рейтера. 
28 июня 2008 года принял участие в военно-морском параде в Брюгге (Бельгия).
На счету корабля более 30 флотских учений: двадцать ракетных стрельб главным ракетным ударным комплексом, тридцать пять успешных ракетных пусков по воздушным целям и более шести десятков артиллерийских упражнений. 
В 2013 году находился в ремонте. 
26 июля 2015 года корабль принял участие в военно-морском параде на День ВМФ в Балтийске. 
В 2015 году запланирован ремонт по продлению междокового срока эксплуатации корабля. 
6 сентября 2017 года корабль принял участие в стрельбах Балтийского флота. 
28 июля 2019 года корабль участвовал в Главном военно-морском параде по случаю празднования Дня ВМФ России.
26 июля 2020 года корабль участвовал в Главном военно-морском параде по случаю празднования Дня ВМФ России.
По состоянию на 2020 год входит в состав 106-го дивизиона МРК 36 бригады ракетных катеров.

## Известные бортовые номера
- 465, 570[1]